# Deutsche Bank
O Deutsche Bank (pronunciado [ˈdɔʏ̯tʃə ˈbaŋk ʔaːˈɡeː] (escutarⓘ); "Banco Alemão") é o maior banco da Alemanha em ativos totais e número de funcionários. Com sede em Frankfurt am Main, a empresa opera como um banco internacional e mantém sucursais em Londres, Nova Iorque, Singapura, Hong Kong e Sydney. Em 2018, o banco empregava cerca de 41 600 pessoas na Alemanha e 91 700 em todo o mundo.
Nas Américas do Sul e Central, o Deutsche Bank começou sua atuação com o nome de "Banco Alemão Transatlântico", que pertencia a uma subsidiária do Deutsche Bank, o Deutsche Ueberseeische Bank (Banco Alemão Ultramarino), fundado em Berlim em 2 de outubro de 1886.
Sua primeira filial na América Latina foi criada em Buenos Aires. Posteriormente, foram instaladas filiais no Chile, em 1889; no México, em 1902; no Peru, em 1905; na Bolívia, em 1905, no Uruguai, em 1906, e no Brasil, em 1911.
Em dezembro de 2015, o Deutsche Bank contava com mais de 100 mil funcionários em 73 países, com 2 790 filiais ou agências pelo mundo. O Deutsche Bank tem bases fortes em todos os principais mercados emergentes, incluindo a região da Ásia-Pacífico, Europa Central e Oriental e América Latina. Na Alemanha o Deutsche Bank tem 1 827 sucursais com 45 757 empregados.
A partir de 2014, o banco suspendeu suas atividades na Rússia, em razão do embargo imposto pela União Europeia e pelos Estados Unidos, para forçar a resolução da crise na Ucrânia.

## Deutsche Bank em Portugal
Em 1978, o Grupo Deutsche Bank iniciou suas atividades em Portugal, através da MDM, uma sociedade de consultoria financeira, a qual, em 1983 foi transformada em sociedade de investimento. Em 1990, foi criado o Deutsche Bank de Investimento, com sede em Lisboa, resultante da transformação da MDM em banco de investimento. Em 1997, deu-se início ao desenvolvimento das áreas de private banking e crédito ao consumidor; no final de 1999, foi iniciado o crédito à habitação para particulares. Entretanto, ainda em 1999, o Deutsche Bank de Investimento deu lugar ao Deutsche Bank (Portugal). Em outubro de 2002, nasce, formalmente, no Deutsche Bank de Portugal, a área de Private & Business Clients. Atualmente, a rede do Deutsche Bank em Portugal é composta por 51 balcões próprios e 24 agências de promotores, oferecendo uma ampla gama de produtos e serviços a empresas e particulares.
O processo de conversão do Deutsche Bank (Portugal) em Deutsche Bank AG Sucursal em Portugal, realizou-se em julho de 2011. Deutsche Bank foi nomeado Melhor Banco Global pela revista Euromoney em seus prêmios anuais de excelência 2011. Tem um total de 55 balcões próprios, que representa cerca de 85% do negócio da banca de retalho. A sede esta na Rua Castilho 20, em Lisboa.
Em março de 2018 foi anunciada a venda do Deutsche Bank Portugal para o grupo espanhol Abanca Corporación Bancaria.

## Deutsche Bank no Brasil
Desde agosto de 1911 o grupo Deutsche Bank atua no Brasil, com um filial no Rio de Janeiro, e em 2013 em São Paulo, através da Deutsche Überseeische Bank (Banco Alemão Ultramarino), fundado em Berlim em 2 de outubro de 1886. Em 1977/1978 o Deutsche Bank na Alemanha incorpora o Deutsche Überseeische Bank (Banco Alemão Transatlântico), e sua filial em São Paulo passa a operar oficialmente com o nome Deutsche Bank. Em 18 de março de 1994 o Deutsche Bank se transformou numa subsidiária independente no Brasil, com sede na Avenida Brigadeiro Faria Lima em São Paulo.
Reavaliando sua atuação no Brasil, em 2018, o banco alemão busca focar no mercado de dívida, especialmente para empresas no país com perfil internacional. Visando essa mudança, o Deutsche Bank mudou o comando de suas operações no Brasil passando a presidência de Renato Grelle para Maitê Leite.

## Controvérsias
O Deutsche Bank em geral, assim como funcionários específicos, têm frequentemente figurado em controvérsias e alegações de comportamento enganoso ou transações ilegais. A partir de 2016, o banco esteve envolvido em cerca de 7800 disputas legais e calculou 5,4 bilhões de euros como reservas para processos judiciais, com mais 2,2 bilhões de euros detidos em outras responsabilidades contingentes.

### Prêmio Planeta Negro
Em 2013, os CEOs Anshu Jain e Jürgen Fitschen, bem como os principais acionistas do Deutsche Bank, receberam o Prêmio Planeta Negro da Fundação Ética e Economia (Fundação Ethecon).

### Luxemburgo Leaks
Em novembro de 2014, os chamados modelos de evasão fiscal de fugas do Deutsche Bank com transações imobiliárias em Luxemburgo tornaram-se conhecidos. De acordo com Tagesschau, o banco transfere os lucros da Alemanha, Polônia, Itália e França via Luxemburgo e outros países para paraísos fiscais. O objetivo é evitar impostos e ocultar o caminho percorrido pelo dinheiro nos paraísos fiscais, afirmou Tagesschau. Os documentos confidenciais produzidos pela PwC foram divulgados ao público na sua forma original.

### Especulação de alimentos e grilagem de terras
Críticas são também frequentemente feitas por organizações não governamentais como a Oxfam e a Foodwatch, por exemplo, de que o Deutsche Bank está participando lucrativamente na especulação de alimentos e na grilagem de terras com suas mercadorias e fundos agrícolas.
Em julho de 2012, o Representante Especial da ONU para o Direito à Alimentação Adequada, Olivier de Schutter, também culpou o banco pelo aumento dos preços dos alimentos, entre outras coisas, e acredita que as flutuações extremas de preços no mercado de alimentos têm pouco a ver com a oferta e demanda. Ao contrário de outros grandes bancos, como o DekaBank e o Commerzbank, o Deutsche Bank continua a seguir suas práticas de negócios.

### Eliminação da conta-corrente gratuita
Em novembro de 2012, o Deutsche Bank aboliu a conta-corrente gratuita para clientes particularmente bons, que era considerada um símbolo de status pelas pessoas ricas. De acordo com o anúncio do banco, todas as contas serão "harmonizadas" e "condições especiais que foram concedidas no passado em casos individuais não serão mais oferecidas no futuro".

### Investimentos prejudiciais ao clima
O Deutsche Bank é um dos maiores investidores mundiais em carvão e outras atividades prejudiciais ao clima. Tem sido repetidamente criticado pela Urgwald por isso; no entanto, a empresa tem se retirado do setor de carvão desde o verão de 2016.